# Flávio Basso Herculano
Flávio Basso Herculano (em latim: Flavius Bassus Herculanus; floruit 449-452) foi um aristocrata e político do Império Romano do Ocidente, marido de Justa Grata Honória.

## Vida
A augusta Justa Grata Honória, irmã do Imperador Romano do Ocidente Valentiniano III, aspirava tornar-se independente de seu irmão, e quando Valentiniano planejou casá-la com um senador romano, Honória aproximou-se de Átila.
Quando Valentiniano descobriu o fato ele primeiramente exilou sua irmã, mas em 449 ele rechamou-a de volta a Roma e noivou-a a Basso Herculano, que tinha sido escolhido por sua falta de ambição e seu bom caráter. O casamento foi provavelmente celebrado em 450.
Em 452 Herculano foi honrado com o consulado, ocupado juntamente com Esporácio.